# Agrilus kandaricus
Agrilus kandaricus es una especie de insecto del género Agrilus, familia Buprestidae, orden Coleoptera.
Fue descrita científicamente por Gestro, 1877.